# Citânia de Sanfins

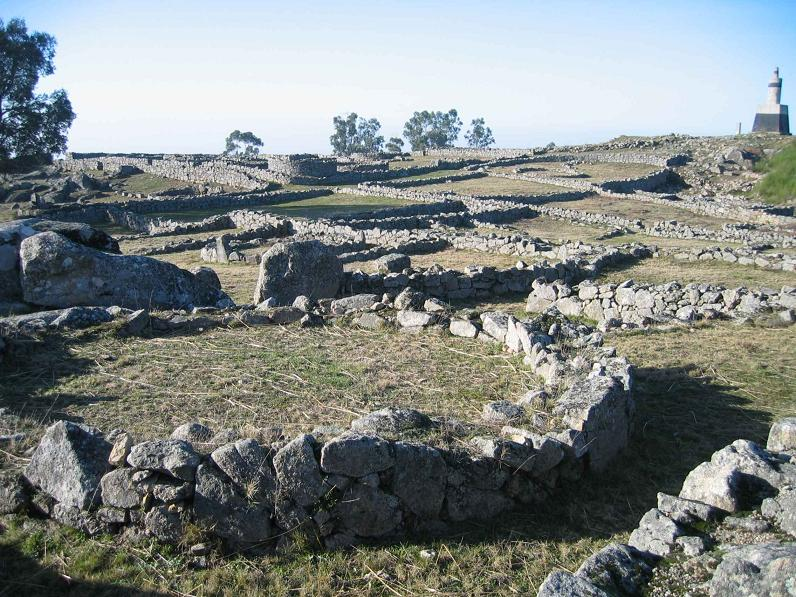
Citânia de Sanfins

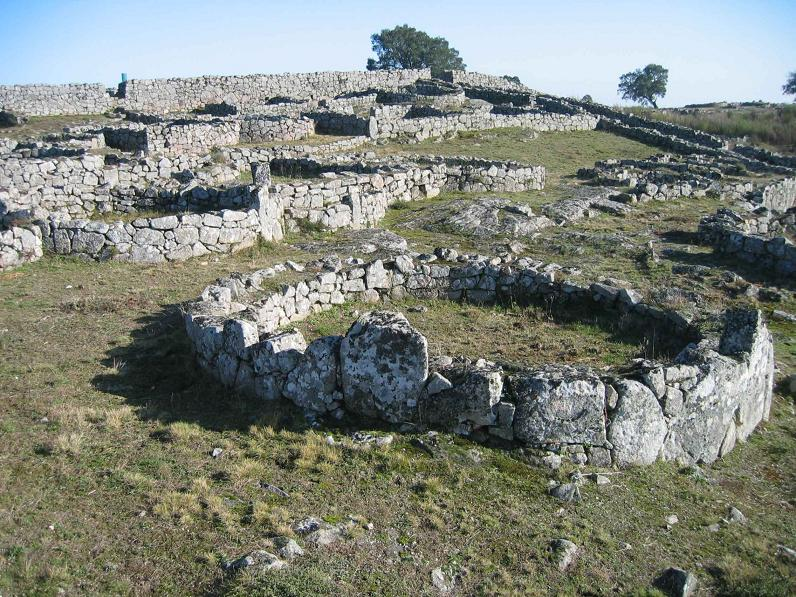
Citânia de Sanfins

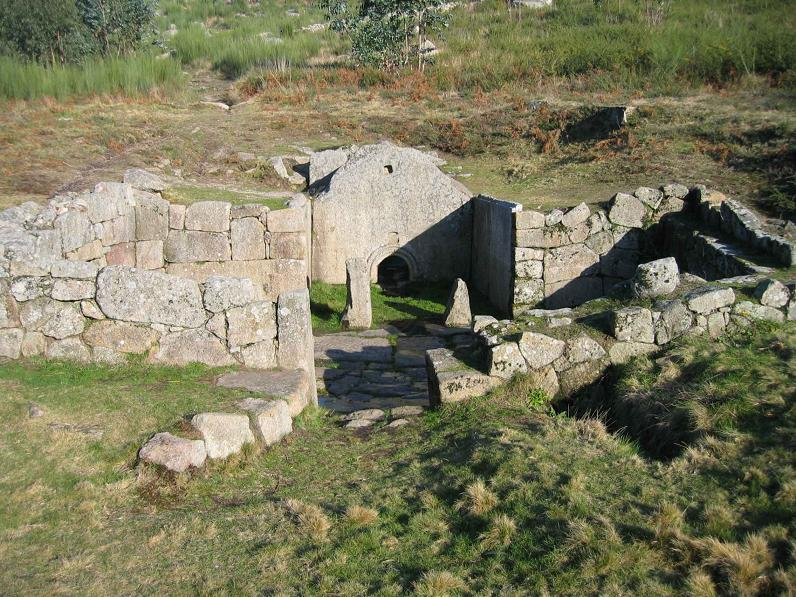
Balneário Castrejo

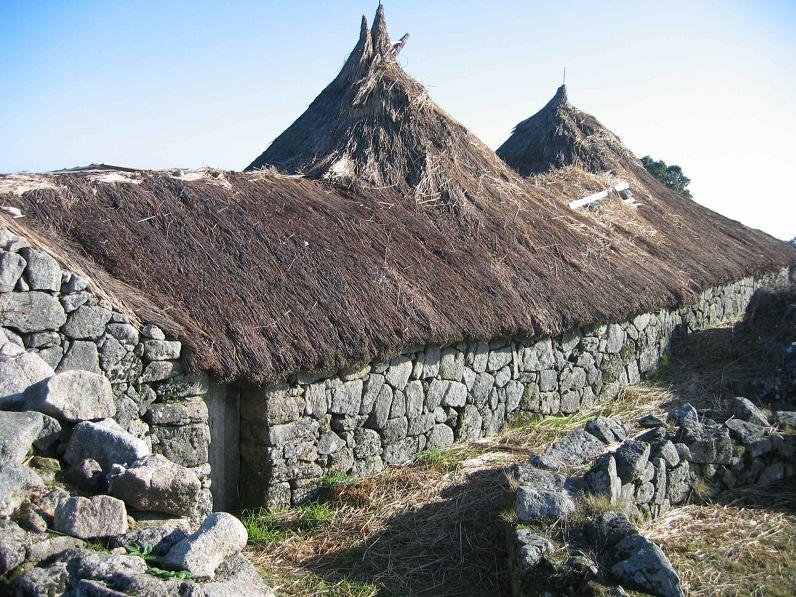
Núcleo familiar - Citânia de Sanfins

A Citânia de Sanfins localiza-se quase na sua totalidade na freguesia portuguesa de Sanfins de Ferreira e a parte sudoeste na freguesia de Eiriz, ambas no município de Paços de Ferreira, distrito do Porto.
Está classificada como monumento nacional (Dec. Nº 35817, DG, 187, 1ª SÉRIE, 20 de agosto de 1946).
É uma das mais importantes zonas arqueológicas da civilização castreja na Península Ibérica.[carece de fontes?]

## História
Surgiu por volta do século I a.C. e ocupa uma área de cerca de 15 hectares, numa colina integrada numa zona de montanhas de afloramentos graníticos, num local estratégico entre a região do Douro e do Minho.
Há vestígios da ocupação do local da Citânia, desde o século V antes de Cristo, embora a grande cidade tenha sido a do tempo dos Calaicos, criada entre os séculos II e I a.C.
Nessa época, estima-se que tenham lá vivido três mil pessoas, uma população que vivia essencialmente de trabalhar o ferro, com grande vocação guerreira, ficando outras actividades económicas, como a agricultura, a cargo de outros castros dos arredores, dela dependentes.
Era a cidade-sede de uma região mais vasta, que abrangia as actuais Valongo, Maia e Penafiel, e onde estava  o poder político e militar. Os Romanos acabariam por lá chegar, poucos anos antes do nascimento de Cristo, mas com dificuldade.
Os primeiros estudos desta Citânia devem-se aos historiadores Francisco Martins Sarmento e a Leite de Vasconcelos. As escavações iniciaram-se em 1944 e prolongaram-se por mais de cinquenta anos.

## Património

### Muralhas
A Citânia estava protegida por várias linhas de muralhas. As muralhas defensivas adaptam-se de forma notável ao terreno, com uma planificação regular e arruamentos ortogonais. 

### Pedra Formosa
O edifício destinado aos banhos públicos destaca-se, do conjunto arqueológico da Citânia, pela sua técnica e por possuir a “Pedra Formosa da Citânia de Sanfins”.
“Dizem que alguns dos povos das margens do rio Douro vivem à maneira dos Lacónios (Esparta). Untam-se com óleo duas vezes (por dia) em lugares especiais e tomam banhos de vapor, feito com pedras aquecidas pelo fogo e (depois) banham-se em água fria.” 
As águas destes banhos, no dizer de Armando Coelho, são a mais alta nascente do Rio Ferreira.

### Núcleo familiar
A Citânia possui mais de cento e cinquenta construções de planta circular e retangular, agrupadas em cerca de quarenta conjuntos de unidades familiares. Recentemente foi restaurado um núcleo familiar.
“No dia a dia bebem cerveja e, raramente, vinho. O pouco que conseguem, depressa o consomem nas festas familiares... nesses banquetes sentam-se em bancos construídos ao redor dos muros, ocupando os lugares segundo a idade e a dignidade. A comida circula de mão em mão. Enquanto bebem, bailam e fazem coros ao som da flauta e da trombeta, dando saltos no ar e caindo de joelhos...” 